# Batman (rivière)
Pour les articles homonymes, voir Batman (homonymie).
La Batman est une rivière de l'Anatolie orientale située dans le sud de la Turquie. C'est un affluent du  Tigre.